# Kirka
Kirill "Kirka" Babitzin (22 de septiembre de 1950 – 31 de enero de 2007) fue un popular cantante finlandés. Sus canciones más reconocidas incluyen a "Hengaillaan", "Leijat" y "Varrella Virran". Falleció repentinamente el 31 de enero de 2007 en su casa en Helsinki.

## Discografía

### Álbumes
- Kirka keikalla (1969)
- Kirka (1969)
- Saat kaiken (1971)
- Nykyaikaa (1972)
- Rautaa ja kettinkiä (1973)
- Kirkan parhaita (1974)
- Tiukka linja (1975)
- Babitzinit konsertissa (1975)
- Lauantaiyö (1976)
- Kaksi puolta (1977)
- Anna & Kirka (1978)
- Kirkan parhaat (1979)
- Kirka (1981)
- Täytyy uskaltaa (1983)
- Hengaillaan	(1984)
- Älä sano ei (1985)
- Isot hitit (1985)
- R.O.C.K. (1986)
- The Spell (1987)
- Surun pyyhit silmistäni (1988)
- Anna käsi (1989)
- Iskelmäkansio (1989)
- Parhaat, uudet versiot (1990)
- Ota lähellesi (1990)
- Kasvot peilissä (1991)
- Babitzin (1991)
- Pyydä vain (1992)
- Kirka (1994)
- Sadness in your Eyes (1995)
- Tie huomiseen (1996)
- Hetki lyö: 1967–1997 (1997)
- Mestarit Areenalla (1999)
- Suuri hetki (2000)
- Sinut siinä nään (2002)
- Elämääni eksynyt (2005)
- 40 unohtumatonta laulua (2006)
- The Best of Kirka (2007)